# Isla del Cerrito
Isla del Cerrito är en ö i Argentina.   Den ligger i provinsen Chaco, i den nordöstra delen av landet, 800 km norr om huvudstaden Buenos Aires.
Trakten runt Isla del Cerrito består huvudsakligen av våtmarker. Runt Isla del Cerrito är det glesbefolkat, med 19 invånare per kvadratkilometer.